# Płaczewo (jezioro)
Płaczewo, Jezioro Płaczewskie – jezioro na Kociewiu położone w gminie Starogard Gdański (powiat starogardzki, województwo pomorskie), około 7 km na południe od Starogardu Gdańskiego. Pеłni funkcje rekreacyjno-turystyczne (plaża, domki, bar, wypożyczalnia sprzętu pływającego).

## Wymiary
Powierzchnia całkowita 44,8 hektara, głębokość maksymalna 4,9 metra.

## Charakter
W północnej części jeziora znajduje się niewielka wyspa. Brzegi porośnięte są pasami trzcin, głównie w części wschodniej i północnej. Na wodzie występują grążele i grzybienie. Z wędkarskiego punktu widzenia jest to akwen szczupakowo-linowy. Pozostaje pod zarządem koła PZW ze Starogardu Gdańskiego. Łowione są tu duże liny, karasie, szczupaki, okonie i płocie.

## Komunikacja
Ze Starogardem Gdańskim kąpielisko łączy sezonowa linia autobusowa P (MZK Starogard Gdański). Na miejscu jest też płatny parking.

## Legenda
Według ludowej legendy jezioro powstało z łez wszystkich ludzi, którym w całej historii odmówili pomocy słynący ze skąpstwa, bogaci mieszkańcy wsi Płaczewo. Przeklęła ich uboga wdowa Anna, której dziecko zmarło z powodu ich złego nastawienia do ludzi. W wyniku klątwy wieś zapadła się pod ziemię. 